# ...di terra
...di terra è il settimo album del gruppo di rock progressivo italiano Banco del Mutuo Soccorso, prodotto nel maggio del 1978.
Si tratta di un lavoro orchestrale scritto e diretto dai fratelli Gianni e Vittorio Nocenzi, con il contributo di Rodolfo Maltese nella traccia conclusiva che dà il titolo a tutto il disco. Fu realizzato assieme all'Orchestra dell’Unione Musicisti di Roma, con la collaborazione all'orchestrazione di Antonio Scarlato, cui l'album è anche dedicato.
I titoli dei sette brani, letti di seguito, compongono una poesia scritta dal cantante del gruppo, Francesco Di Giacomo il quale per il resto non prese parte attiva alla realizzazione musicale dell'album, quest'ultimo essendo interamente strumentale.

## Tracce
Lato A
1. Nel cielo e nelle altre cose mute (Do largo) – 4:40 (musica: Vittorio Nocenzi)
2. Terramadre (Sol improvviso) – 3:08 (musica: Gianni Nocenzi)
3. Non senza dolore (Chorale in fa minore) – 5:02 (musica: Gianni e Vittorio Nocenzi)
4. Io vivo (Fusione per 30 elementi) – 9:10 (musica: Gianni Nocenzi)

Durata totale: 22:00
Lato B
1. Né più di un albero non meno di una stella (Do in gruppo) – 8:01 (musica: Gianni e Vittorio Nocenzi)
2. Nei suoni e nei silenzi (Pulsazioni in si minore) – 5:48 (musica: Gianni e Vittorio Nocenzi)
3. Di terra (Sagra del Sol) – 6:01 (musica: Gianni e Vittorio Nocenzi, Rodolfo Maltese)

Durata totale: 19:50

## Formazione
Gruppo
- Vittorio Nocenzi – pianoforte elettrico, organo Hammond, sintetizzatori
- Gianni Nocenzi – pianoforte
- Rodolfo Maltese – chitarra elettrica, chitarra acustica, tromba in si♭
- Renato D'Angelo – basso
- Pierluigi Calderoni – batteria, timpani, percussioni

Altri musicisti
- Alan King – sassofono contralto, flauto in do
- Orchestra dell'Unione Musicisti di Roma diretta da Vittorio Nocenzi

Note aggiuntive
- Francesco Di Giacomo – titoli, versi
- Banco del Mutuo Soccorso – produzione
- David Zard – produttore esecutivo
- Gaetano Ria – registrazione, missaggio
- Antonio Scarlato, Vittorio e Gianni Nocenzi – orchestrazione[1]